# Kenneth III da Escócia
Kenneth III da Escócia ou Kenneth III de Alba morreu em 25 de março de 1005 na batalha de Monzievaird. Rei da Escócia em 997, impediu a sucessão de Malcolm II da Escócia (954-1018) que o matou na batalha acima citada.
Era filho de Duff ou Dubh  (assassinado em 966). Em Gaélico, «dubh» quer dizer negro. Foi rei da Escócia em 962. O filho de Indulfo, Culen, o desafiou duas vezes em luta pelo trono e o venceu da segunda vez, matando-o.
Kenneth, segundo se crê, tornou seu filho Giric co-rei para assegurar a sucessão, mas foi morto na batalha e Malcolm III tomou o trono. Malcolm pode ter assassinado ainda o neto de Kenneth III para que seu próprio neto, Duncan I da Escócia, se apoderasse do trono. 